# Old English
Il termine Old English (in irlandese: Seanghaill) è il nome dato retrospettivamente ai discendenti dei colonizzatori giunti in Irlanda dal Galles, dalla Normandia e dall'Inghilterra dopo la conquista del paese nel XII secolo. Il nome fu coniato nel tardo XVI secolo e fu utilizzato per designare quella parte della comunità che apparteneva al cuore del dominio Inglese in Irlanda.
Molti degli Old English si assimilarono con la società irlandese nel corso dei secoli e la loro nobiltà divenne la classe dominante del paese fino al XVI secolo. Il loro predominio decadde a causa dei conflitti politici e religiosi avvenuti in Irlanda nel XVI e XVII secolo, soprattutto a causa della loro fedeltà alla religione cattolica. I cosiddetti "New English", i nuovi colonizzatori Protestanti, si sostituirono gradualmente loro nel ruolo di governanti e proprietari terrieri in Irlanda dal 1700.

## Gli Old English nella storia d'Irlanda

### In epoca medioevale
Il termine Old English venne utilizzato dal 1580 per indicare i discendenti irlandesi dell'ondata di colonizzatori normanni, francesi, gallesi, inglesi, bretoni e fiamminghi giunti in Irlanda per impossessarsi del territorio al seguito dell'invasione inglese del paese durante il XII secolo. I governi inglesi incoraggiarono l'insediamento degli "Old English" con lo scopo di consolidare il dominio inglese in Irlanda, grazie all'uso della lingua inglese, delle leggi e dei costumi e dei metodi di coltivazione e di allevamento. La realizzazione di questo obiettivo fu effettiva soprattutto nella zona denominata The Pale e nelle città fortificate.
La comunità degli "Old English" in Irlanda non fu mai monolitica. In alcune aree, soprattutto nella zona del Pale intorno a Dublino, nelle contee meridionali di Wexford, Kilkenny, Limerick e Cork, il termine indicava le comunità relativamente urbanizzate, che parlavano inglese, (sebbene a volte era una forma dialettale arcaica nota come Yola), usavano leggi inglesi e avevano uno stile di vita molto simile a quello in uso in Inghilterra. Tuttavia, nella maggior parte del resto d'Irlanda, il termine si riferiva alla esigua classe di proprietari terrieri e di nobili, che dominavano sui contadini e tenutari gaelici.
Nelle province, gli Old English, o Gaill (stranieri) in lingua irlandese, erano spesso indistinguibili dai signori e dai nobili Gaelici. Dinastie come quelle dei Fitzgerald, dei Butler e dei Burke adottarono il linguaggio irlandese, il sistema legislativo delle leggi Brehon e altre usanze irlandesi come l'adozione e il matrimonio misto con gli irlandesi gaelici e il mecenatismo nei confronti della musica e della poesia irlandesi. Queste famiglie vennero considerate come più irlandesi degli irlandesi a causa di questo processo di amalgamazione e fusione. 
Un termine più accurato per indicare questa comunità del tardo Medioevo è Hiberno-Normanni, un nome che designa la cultura particolare portata avanti da questo gruppo. Nello sforzo di arrestare questo processo di "gaelicizzazione" degli Old English, il parlamento irlandese emanò lo statuto di Kilkenny nel 1367, che fra le altre cose, proibiva l'uso della lingua irlandese, l'abbigliamento alla maniera irlandese e impediva agli irlandesi gaelici di dimorare nelle città fortificate.
Nell'Irlanda prima del XVI secolo non esistevano divisioni religiose, tutti gli abitanti condividevano la comune adesione al cattolicesimo romano, persino dopo la riforma protestante in Inghilterra.

### La crisi del XVI e XVII secolo
Di contro, i New English, l'ondata di colonizzatori giunti in Irlanda in epoca elisabettiana, mantennero saldamente la loro identità inglese, così come le loro tradizioni religiose, sociali e culturali diversamente dai normanni e dagli Old English, e rimasero sempre distinti e separati dal resto d'Irlanda. I nuovi colonizzatori erano orgogliosi delle loro origini inglesi e professavano la religione protestante e consideravano l'Irlanda come un territorio di conquista bisognoso di essere "civilizzato" e convertito al protestantesimo. Il poeta Edmund Spenser fu uno dei principali promotori di questo punto di vista. Egli affermò nel suo scritto "A View on the Present State of Ireland" del (1595), che il fallimento della totale conquista dell'Irlanda aveva portato le precedenti generazioni di colonizzatori a venire corrotti dalla cultura indigena Irlandese. Per i "New English", gran parte degli Old English erano dei "degenerati", che avevano adottato i costumi Irlandesi e avevano aderito alla religione cattolica. 
Il filosofo Edward Said afferma che la demonizzazione degli Old English come barbari e diversi da parte dei New English e la costruzione della loro identità come "civilizzati" anticipò gli stereotipi colonialisti e orientalisti sulle popolazioni non Europee nel XIX secolo. Tuttavia, gran parte degli Old English - soprattutto nel Pale, continuarono a considerarsi Inglesi d'Irlanda, fino al XVII secolo.
Fu a causa della loro esclusione dal governo dell'Irlanda nel corso del XVI secolo, motivata dalla loro professione religiosa, che allontanò gli Old English dal loro attaccamento alla patria e li spinse a costruire una identità comune con gli Irlandesi Gaelici in qualità di Cattolici Irlandesi. Il primo scontro tra gli Old English e il governo Inglese in Irlanda avvenne nella crisi delle tasse del 1556-1583. In questo periodo la comunità del Pale si rifiutò di pagare i tributi per il mantenimento dell'esercito Inglese in Irlanda con lo scopo di promuovere una serie di rivolte denominate Rivolte dei Desmond (1569-73 e 1579-83). Il termine "Old English" venne coniato proprio in questo periodo, quando la comunità del Pale sottolineò la loro identità Inglese e la loro fedeltà alla corona, rifiutandosi nel contempo di cooperare con le imposizioni del rappresentante Inglese, il Lord Deputy of Ireland. Inizialmente il conflitto si espresse in forma di protesta civile, la comunità del Pale si rifiutò di pagare nuove tasse se prima non venivano approvate da loro stessi tramite il Parlamento Irlandese. Tuttavia, la disputa assunse anche una connotazione religiosa, soprattutto dopo il 1571, quando Elisabetta I d'Inghilterra subì la scomunica da parte del Papa. Ribelli come James Fitzmaurice Fitzgerald (egli stesso proveniente dalla dinastia Hiberno-Normanna dei Desmond) videro la loro ribellione come una sorta di "Guerra Santa" e ricevettero per questo aiuti e truppe dal Papato. Durante la seconda Rivolta dei Desmond (1579-83), un importante Lord del Pale, James Eustace, Visconte di Baltinglass si unì ai ribelli per motivi religiosi. Prima della fine della ribellione, diverse centinaia di Old English vennero impiccati, o in qualità di ribelli o come presunti tali a causa del loro credo religioso. Questo episodio segnò una forte rottura tra il Pale e il governo Inglese come tra gli Old e i New English.
Tuttavia, durante la Guerra dei Nove Anni (1594-1603) il Pale e gli Old English rimasero leali alla corona Inglese durante una nuova ribellione Cattolica. Fu il successivo tentativo di riorganizzazione del governo Inglese in Irlanda secondo le linee dei Protestanti agli inizi del XVII secolo che segnò una rottura del legame tra gli Old English e la madrepatria. 
In primo luogo, nel 1609, i Cattolici vennero estromessi dai pubblici uffici in Irlanda. Nel 1613, la costituzione del Parlamento Irlandese venne modificata con lo scopo di creare una maggioranza di New English. In terzo luogo, nella prima metà del XVII secolo, i proprietari terrieri appartenenti agli Old English videro le loro proprietà confiscate dallo Stato. La risposta politica della comunità degli Old English fu un appello diretto al sovrano d'Inghilterra, prima a Giacomo I d'Inghilterra poi a Carlo I d'Inghilterra affinché attuassero una serie di riforme, compresa l'uguaglianza civile e religiosa dei Cattolici in cambio di un accrescimento delle tasse. Fu allora che alcuni scrittori degli Old English, come Geoffrey Keating iniziarono ad affermare che la vera identità degli Old English era cattolica e irlandese, piuttosto che inglese.

### Spoliazione e sconfitta
Nel 1641, gran parte della comunità degli Old English scelse di rompere definitivamente il cordone con la madrepatria unendosi alla Rivolta Irlandese del 1641. Molti furono i fattori che indussero a questa scelta, fra i quali la paura dei ribelli e delle rappresaglie del governo Inglese contro tutti i cattolici. Tuttavia, il motivo principale è da identificare con il desiderio di operare un mutamento di rotta al corso delle politiche anti-cattoliche degli ultimi 40 anni in Irlanda. Nonostante ciò, a dispetto della loro adesione al governo irlandese nella Confederazione Irlandese, il senso di identità degli Old English rimase un motivo di divisione all'interno della comunità dei cattolici irlandesi. Durante le Guerre Confederate Irlandesi (1641-53), gli Old English vennero spesso accusati dagli irlandesi gaelici di essere troppo propensi a negoziare con Carlo I d'Inghilterra alle spese degli interessi dei proprietari terrieri irlandesi e della religione cattolica. La successiva conquista dell'Irlanda da parte di Oliver Cromwell (1649-53), vide la definitiva sconfitta della causa cattolica e la spoliazione della nobiltà degli Old English. Dal 1700 i discendenti protestanti dei New English divennero la classe dominante del paese.
Nel corso del XVIII secolo l'antica distinzione tra Old English e irlandesi gaelici scomparve definitivamente.

## Identità collettiva degli Old English
Gli storici sono in disaccordo su cosa indicare con comunità degli Old English nel corso del tempo e come definire il senso di identità comune di questa comunità.
Lo storico Irlandese Edward MacLysaght opera una distinzione nel suo libro sui cognomi Irlandesi tra cognomi 'Hiberno-Normanni' e cognomi 'Anglo-Normanni'. La distinzione riassume la fondamentale differenza tra i "Ribelli Inglesi alla Regina" e i lealisti. I Geraldine della contea di Desmond, per esempio, non possono essere annoverati come "Old English" perché quello non era il loro mondo politico e culturale. I Butler di Ormond, d'altra parte, non possono essere definiti 'Hiberno-Normanni' a causa del loro punto di vista politico e delle loro alleanze, soprattutto in seguito delle loro unioni matrimoniali con la famiglia reale Inglese.
Alcuni storici parlano ora di "Cambro-Normanni", e Seán Duffy del Trinity College di Dublino usa quel termine piuttosto che il fuorviante "Anglo-Normanni" (gran parte dei Normanni provenivano dal Galles e non dall'Inghilterra).
Il primo riferimento noto al termine "Old English" risale al 1580. La comunità Normanna precedente alla comunità degli Old English si definiva con diversi epiteti ma fu solo come risultato della crisi del 1580 che emerse una comunità di Old English.
Brendan Bradshaw, nel suo studio sulla poesia del tardo XVI secolo, sottolinea che fra gli Irlandesi i Normanni erano chiamati Seanghaill ("Antichi Stranieri") ma anche Fionnghaill e Dubhghaill. Egli afferma in una delle sue letture al Mícheál Ó Cléirigh Institute che i poeti si riferivano a quel ramo dei Normanni che erano stati completamente hibernizzati con l'epiteto di Seanghaill con lo scopo di garantire loro una futura memoria più duratura rispetto ai Fionnghaill (lett. "Stranieri biondi", cioè Vichinghi Norvegesi) e ai Dubhghaill (lett. "Stranieri bruni", cioè Vichinghi Danesi).